# Рябов, Степан Яковлевич
Степа́н Я́ковлевич Ря́бов (1831 — 1919) — российский дирижёр. Заслуженный артист Императорских театров (21.11.1899).

## Биография
Учился игре на скрипке в Московском театральном училище. С 1859 скрипач оркестра Московских казённых театров. В 1873—1875 гг. дирижёр Малого театра в Москве, затем в 1875—1900 гг. дирижёр балетных спектаклей Большого театра. В 1877 году дирижировал премьерой балета П. И. Чайковского «Лебединое озеро». Кроме того, из оркестрантов Большого театра составил собственный «рябовский оркестр», во главе которого приобрёл широкую известность, по словам Ю. Файера, «как царь и бог московских театральных вечеров», получив прозвание «московского Штрауса». Искусство Рябова описано А. И. Куприным в повести «Юнкера» (глава «Вальс»).